# Cydrela linzhiensis
Cydrela linzhiensis är en spindelart som först beskrevs av Hu 200.  Cydrela linzhiensis ingår i släktet Cydrela och familjen Zodariidae. Inga underarter finns listade i Catalogue of Life.